# Wiklewko
Wiklewko (niem. Klein Winkeldorf) – przysiółek wsi Wiklewo w Polsce, położony w województwie warmińsko-mazurskim, w powiecie kętrzyńskim w gminie Korsze. Miejscowość leży około 8 km na północ od Korsz. Dojazd prowadzi drogą szutrową odchodzącą od głównej trasy w miejscowości Parys, tuż przed przejazdem kolejowym, około 1 km na zachód od wsi Wiklewo.
W latach 1975–1998 przysiółek administracyjnie należał do województwa olsztyńskiego. Miejscowość należy do sołectwa Parys.
Obecnie w przysiółku mieszka 14 osób, tworzących trzy gospodarstwa domowe.

## Historia
Wiklewko powstało w pierwszej połowie XIX wieku jako folwark należący do majątku w Drogoszach, zarządzanego przez rodzinę zu Stolberg-Wernigerode. Nazwa osady została zapożyczona od pobliskiej wsi Wiklewo. Do 1945 roku Wiklewko wchodziło w skład majątku w Karszewie i funkcjonowało jako część zespołu gospodarstw rolnych.
W 1848 roku Wiklewko było szlacheckim folwarkiem, liczyło 3 domy i 67 mieszkańców. W 1898 roku osada liczyła 2 domy i 42 mieszkańców, a jej powierzchnia wynosiła 176 hektarów. Do 1945 roku Wiklewko wchodziło w skład hrabstwa Drogosze. W 1928 roku we wsi folwarcznej mieszkało 61 osób.
Po II wojnie światowej w miejscowości osiedlili się polscy przesiedleńcy. Powstało tu kilka indywidualnych gospodarstw rolnych. Według danych z 2005 roku Wiklewko składało się z 3 domów (4 mieszkań) i liczyło 12 mieszkańców.